# Günter Mertins
Günter Mertins (* 20. Juni 1936 in Mülheim an der Ruhr; † 16. März 2015) war ein deutscher Geograph und Universitätsprofessor der Universität Marburg auf dem Gebiet der Kulturgeographie.

## Leben
Ab 1955 studierte Mertins Geographie, Geschichte, Geologie, Pädagogik und Sportwissenschaften an den Universitäten in Gießen und Köln sowie an der Sporthochschule Köln. 1958 legte er an letztgenannter Hochschule die Prüfung zum Diplom-Sportlehrer ab. Als solcher war er von 1960 bis 1962 am Staatlichen Gymnasium zu Mülheim-Ruhr tätig. 1964 promovierte Mertins bei Harald Uhlig an der Universität Gießen und wirkte in der Folge vier Jahre lang als wissenschaftlicher Assistent am Geographischen Institut der Justus-Liebig-Universität. Währenddessen legte er 1965 die Gymnasial-Lehramtsprüfung in den Fächern Geographie, Geschichte, Politische Wissenschaften und Sport ab. Zwischen 1968 und 1970 war er in der Außenstelle des Tropeninstituts der Justus-Liebig-Universität am Instituto Colombo-Alemán de Investigaciones Científicas in Santa Marta (Kolumbien) als wissenschaftlicher Assistent und stellvertretender örtlicher Leiter beschäftigt. Von 1970 bis 1972 folgte eine abermalige Tätigkeit als wissenschaftlicher Assistent am Geographischen Institut in Gießen. 1973 habilitierte er sich. Zum Professor für Kulturgeographie wurde er an die Universität Marburg berufen, wo er mehrmals Dekan des Fachbereichs Geographie war.

## Schwerpunkte
In seinen Arbeiten behandelte er Urbanisierungs- und Wanderungsprozesse. Regional lag sein Schwerpunkt auf den Ländern Lateinamerikas.